# 에어 캐나다
에어 캐나다(영어: Air Canada, TSX: AC.A, TSX: AC.B)는 캐나다의 국책 항공사이자 캐나다의 최대 항공사로 온타리오주 토론토 피어슨 국제공항을 중심 공항으로 하여 160곳에 정기편 및 전세기편으로 승객과 화물을 수송하고 있으며 자회사인 에어캐나다 버케이션즈(영어: Air Canada Vacations)을 통하여 90곳에 휴가 패키지를 운영하고 있다. 에어 캐나다는 보유 항공기 기준으로 세계 7위의 항공사이다. 에어 캐나다의 모기업은 에이스 에비에이션 홀딩스이다.

## 역사
1937년 4월 10일 트랜스 캐나다 항공이란 회사로 설립하였다. 초기에는 본사가 매니토바주 위니펙에 있다가, 1949년 퀘벡주 몬트리올로 옮겨졌다. 1965년 현재의 사명으로 변경되었고 1989년 완전 민영화가 되었다. 또한 1997년에 창립된 스타얼라이언스의 창립 회원사 중 하나로 알려져 있다. 초창기에 밴쿠버와 미국의 시애틀을 잇는 정기 항공편을 운항했으나 1980년대에 캐나다 전역과 미국의 각 지역, 버뮤다, 카리브해 지역, 영국, 유럽 대륙 등 60여 곳으로 노선을 확대하였는데 특히, 1966년 북아메리카 항공사로 처음으로 소련 모스크바에 취항하였다. 2001년에는 당시 캐나다의 제 2 항공사인 캐나디안 항공을 인수합병했다. 2006년 3,400만 명의 승객이 탑승률을 기록하였으며 규모와 서비스면에서 세계 10대 항공사에 속한다. 대한민국에는 1994년 5월에 첫 취항했고 2001년 6월부터 서울(인천}~밴쿠버 직항 노선을 매일 운항하고 있으며 2016년 6월부터 서울(인천)~토론토 직항 노선에 재취항하여 매일 운항하고 있다. 2024년에는 인천 ~ 몬트리올 계절편을 추가했다.

## 운항 노선
- 2012년 7월 기준으로 에어 캐나다는 다음과 같은 노선을 운항하고 있다.

### 코드셰어 협정
- 에어 캐나다는 다음과 같은 항공사와 코드셰어를 하고 있다.[2]

| - GOL 항공 - LOT 폴란드 항공 (스타얼라이언스) - TAP 포르투갈 항공 (스타얼라이언스) - 남아프리카 항공 (스타얼라이언스) - 디스커버 항공 - 루프트한자 (스타얼라이언스) - 브뤼셀 항공 (스타얼라이언스) - 센트럴 마운틴 항공 - 스리랑카 항공 (원월드) - 스위스 국제항공 (스타얼라이언스) | - 스칸디나비아 항공 (스카이팀) - 싱가포르 항공 (스타얼라이언스) - 버진 오스트레일리아 - 아비앙카 항공 (스타얼라이언스) - 아시아나항공 (스타얼라이언스) - 아줄 브라질 항공 - 에게 항공 (스타얼라이언스) - 에델바이스 에어 - 에미레이트 항공 - 에바 항공 (스타얼라이언스) | - 에어 뉴질랜드 (스타얼라이언스) - 에어 링구스 - 에어 돌로미티 - 에어 인디아 (스타얼라이언스) - 에티오피아 항공 (스타얼라이언스) - 에티하드 항공 - 오스트리아 항공 (스타얼라이언스) - 유나이티드 항공 (스타얼라이언스) - 유로윙스 - 이집트 항공 (스타얼라이언스) | - 전일본공수 (스타얼라이언스) - 중국국제항공 (스타얼라이언스) - 중동항공 (스카이팀) - 캐세이퍼시픽 항공 (원월드) - 크로아티아 항공 (스타얼라이언스) - 타이 항공 (스타얼라이언스) - 터키항공 (스타얼라이언스) - 플라이두바이 |  |

## 보유 기종
- 2023년 11월 기준으로 에어 캐나다는 다음과 같은 기종을 보유하고 있으며 평균 기령은 13.5년이다.[3][4][5]

## 같이 보기
- 에어 캐나다 루즈
- 에어 트랜샛

## 사진

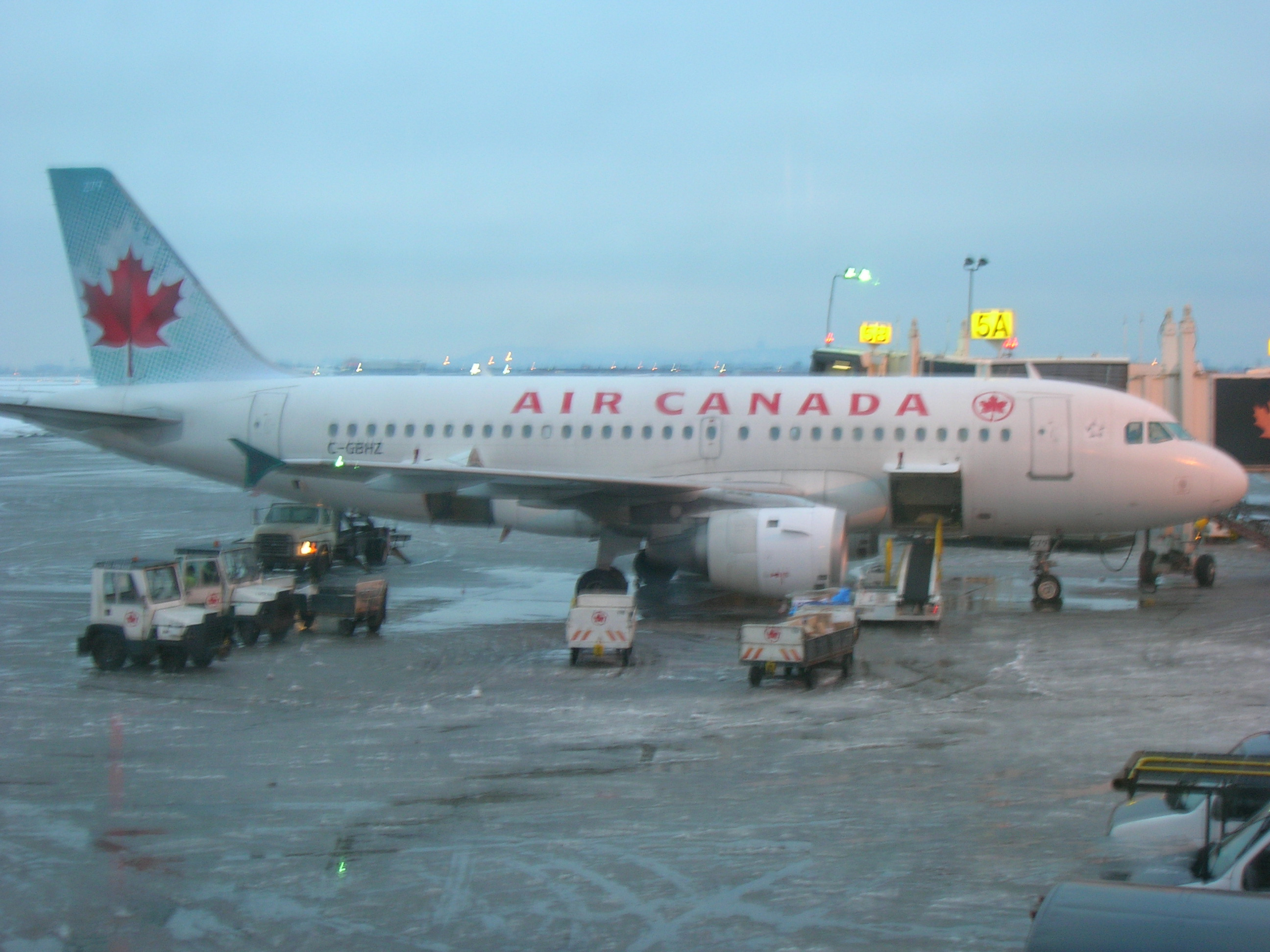
에어캐나다의 에어버스 A319-100
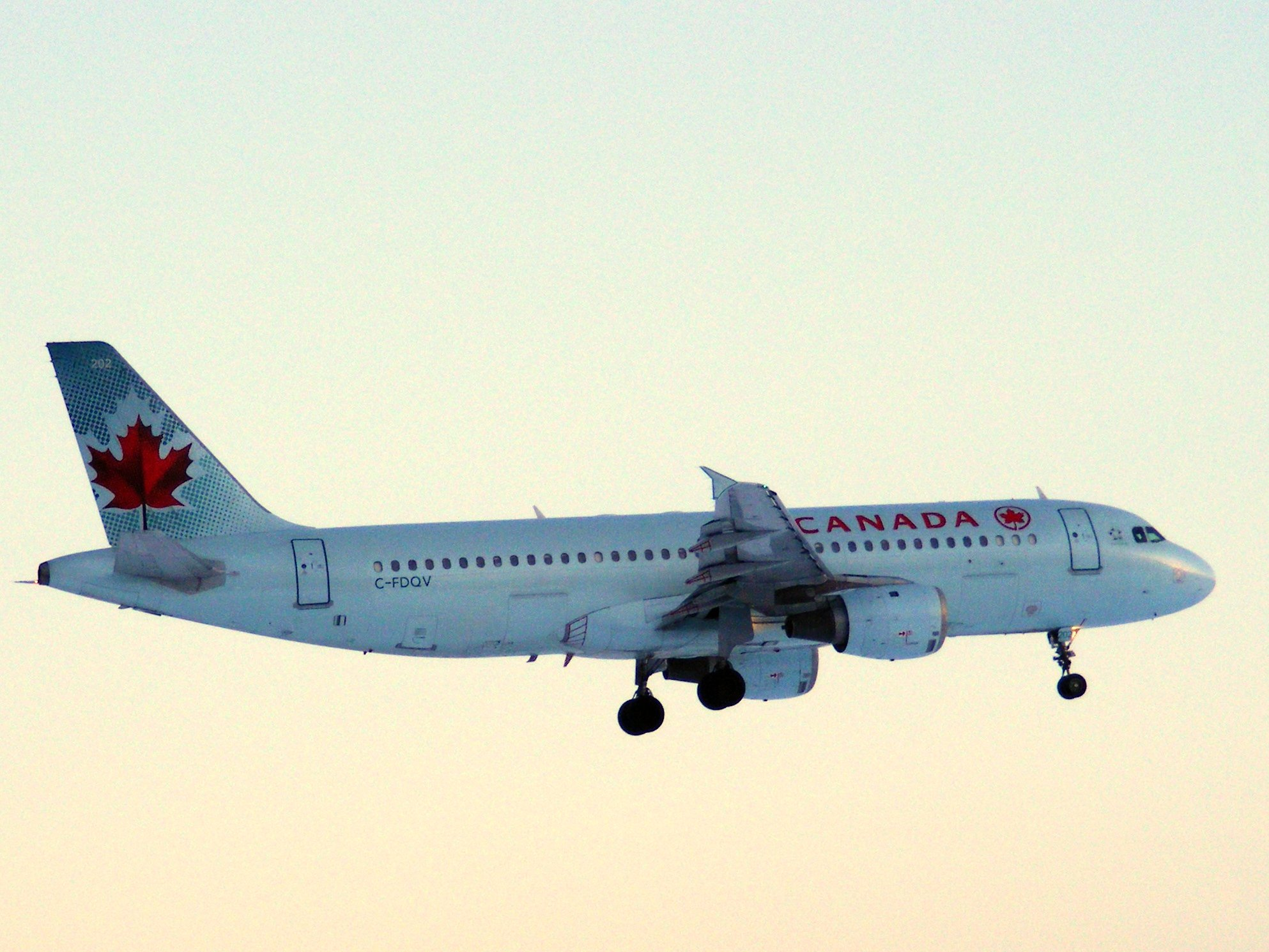
에어캐나다의 에어버스 A320-200
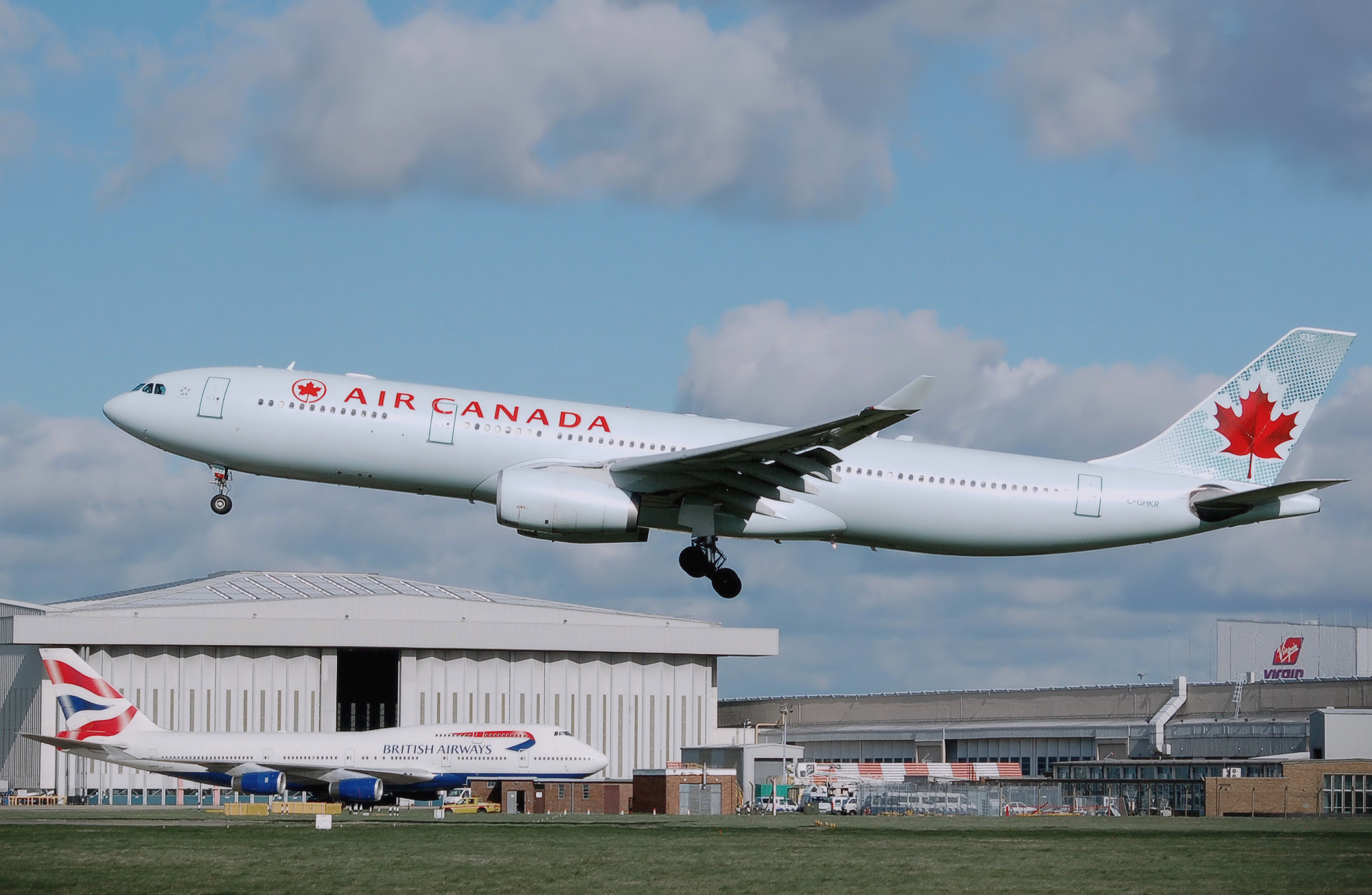
에어캐나다의 에어버스 A330-300
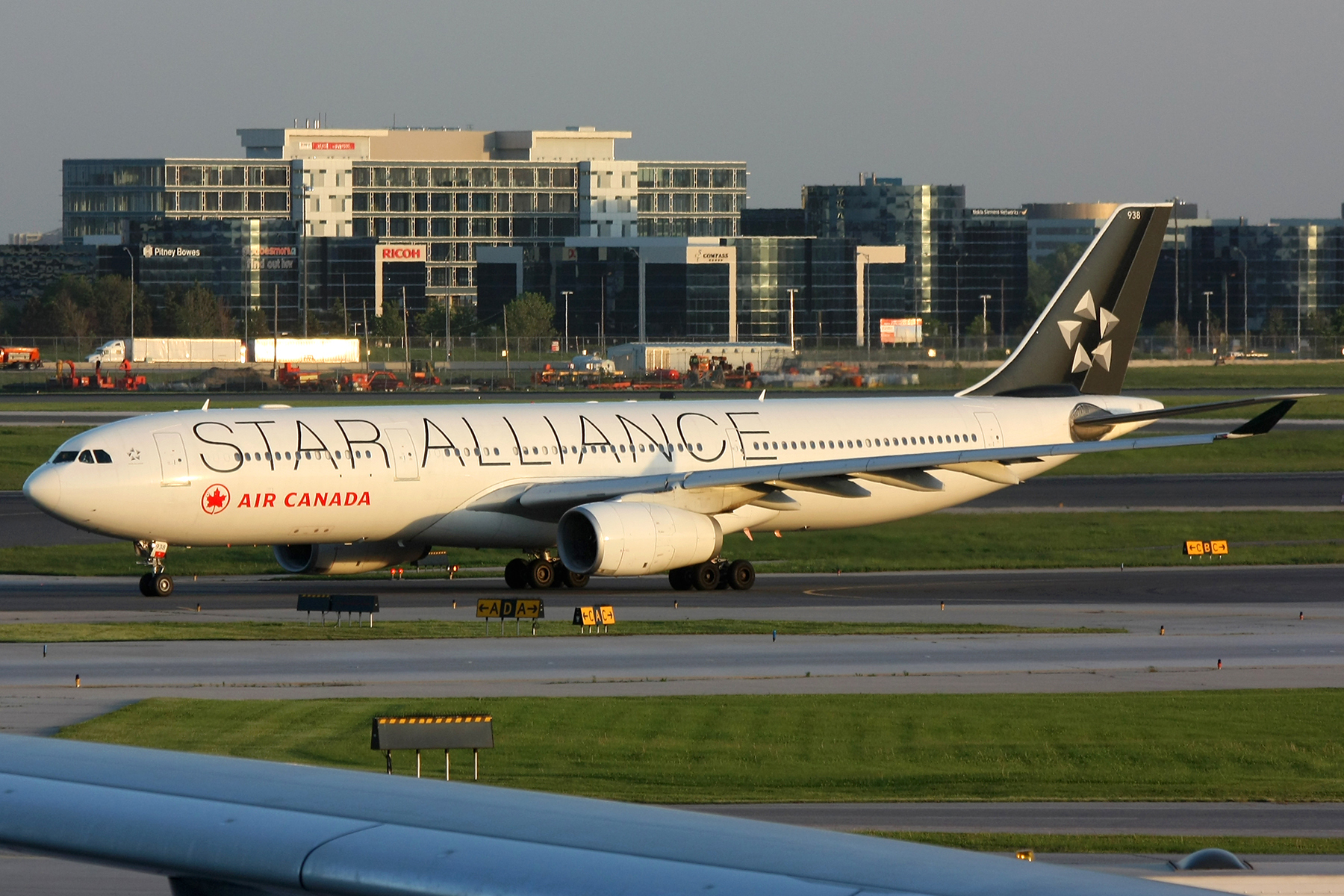
스타얼라이언스 도장을 적용한 에어캐나다의 에어버스 A330-300
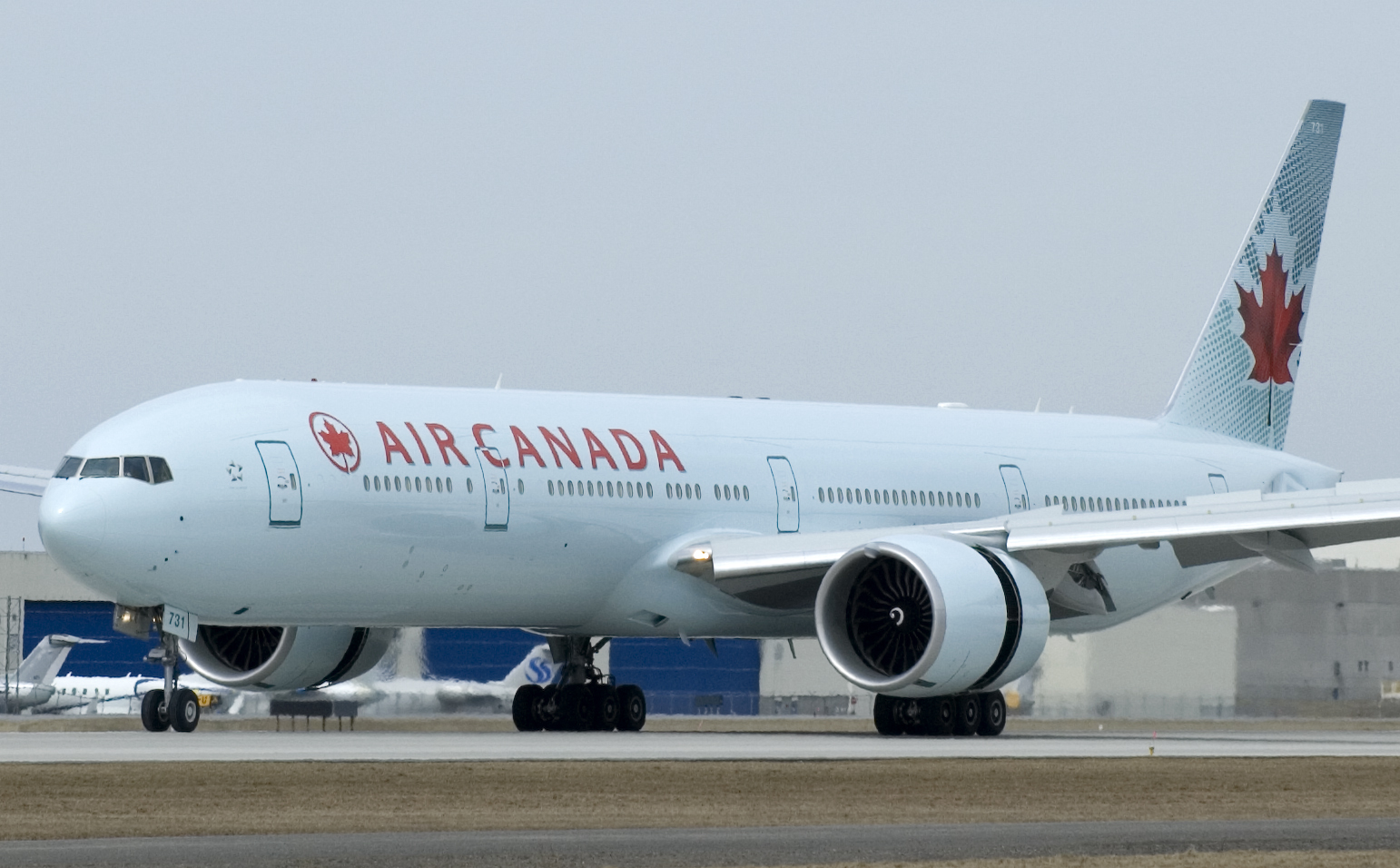
에어캐나다의 보잉 777-300ER
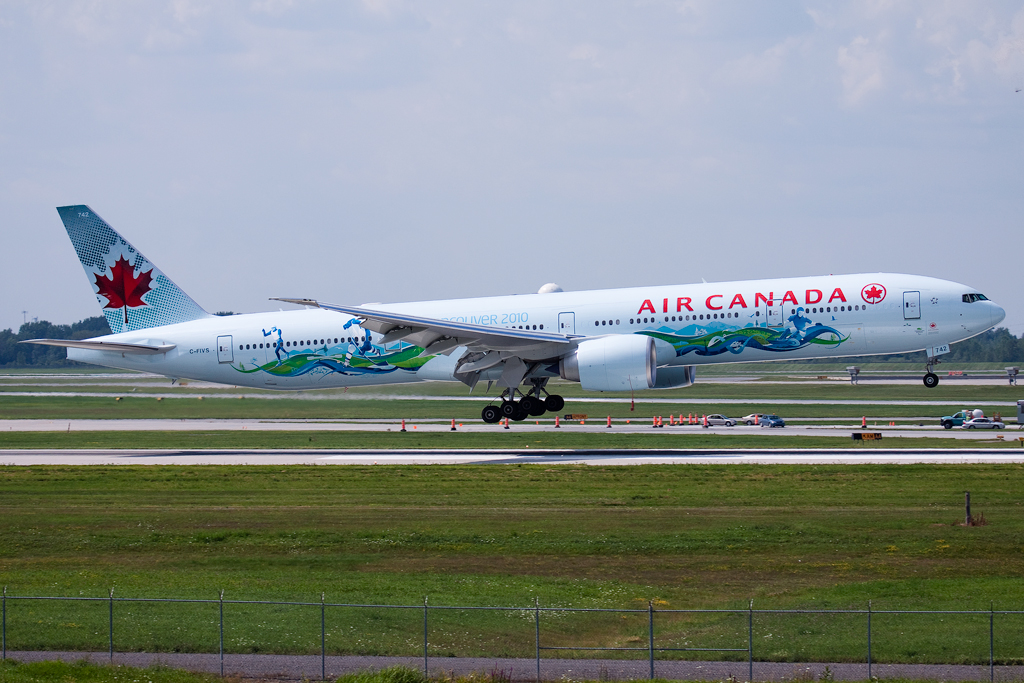
2010년 동계 올림픽 도장을 적용한 에어캐나다의 보잉 777-300ER